# Illa Decepció
L'illa Decepció pertany a l'arxipèlag de les Illes Shetland del Sud, a l'Antàrtida. Està situada al nord-oest de la Península Antàrtica i és el principal volcà actiu de la conca de l'estret Bransfield. És un focus d'activitat sísmica i volcànica de l'Antàrtida.
La República Argentina inclou l'illa en el Departament Illes de l'Atlàntic Sud dins de la província de Terra del Foc, Antàrtida i Illes de l'Atlàntic Sud, per a Xile formen part del Territori Xilè Antàrtic i per al Regne Unit del Territori Antàrtic Britànic, però aquestes reclamacions estan suspeses en virtut del Tractat Antàrtic.

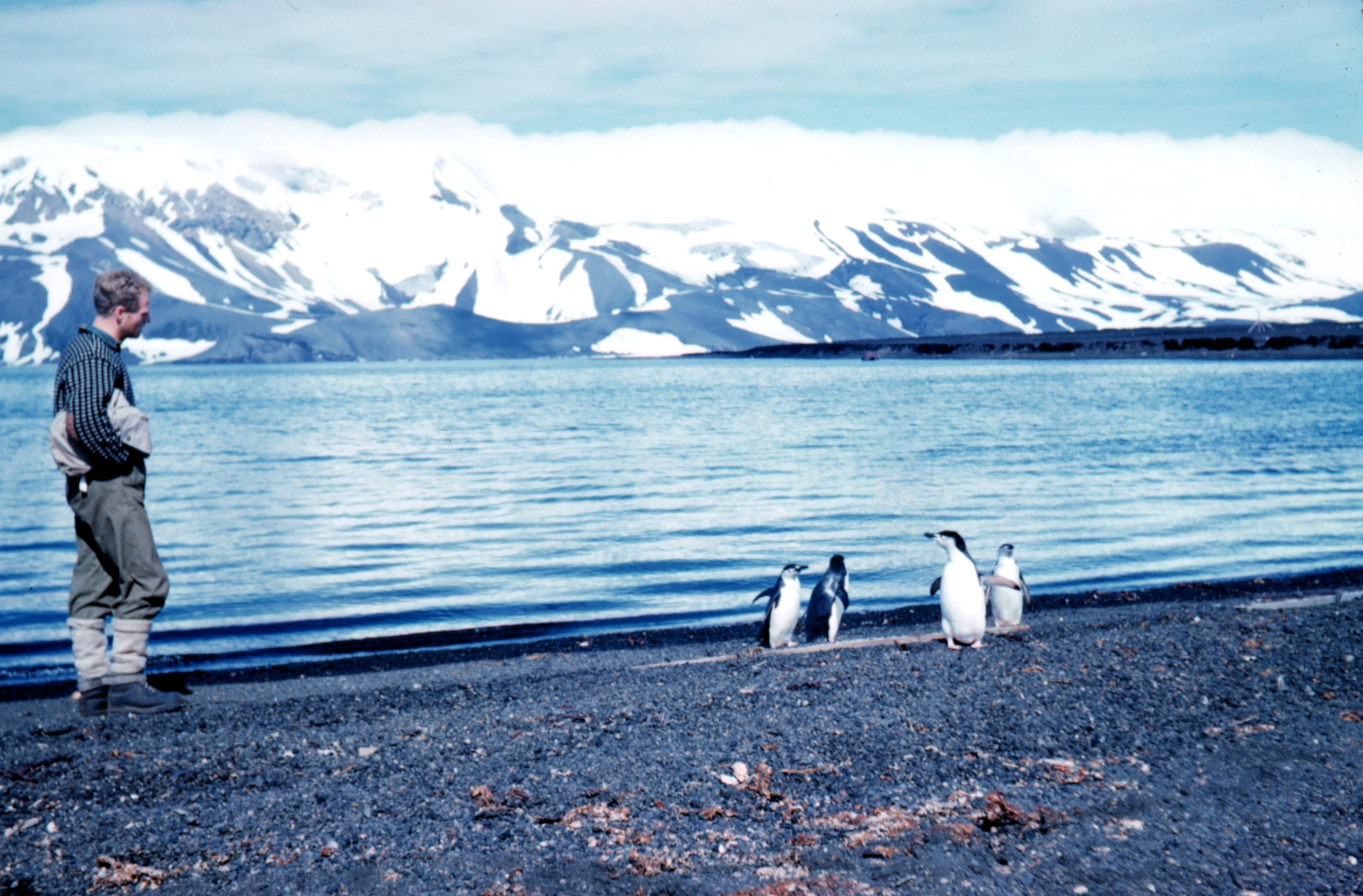
Pingüins a Illa Decepció

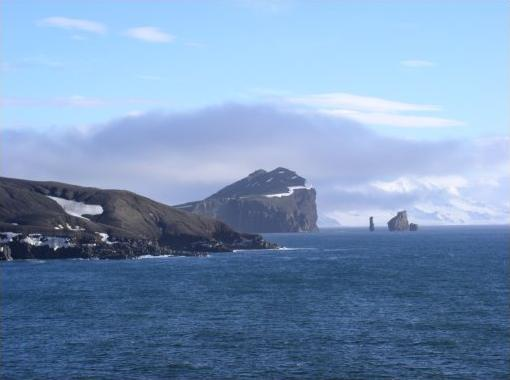
Manxa de Neptú, entrada a la badia Foster

En ser el cim d'un cràter volcànic, la seva forma és aproximadament circular, amb un diàmetre mitjà de 15 quilòmetres; té 18 quilòmetres de nord a sud i 16 quilòmetres d'est a oest. La seva altitud màxima és de 540 metres al Mont Pond, davant la caleta Pèndol. L'illa acull al seu interior una gran badia anomenada Badia Foster, que té una estreta obertura d'uns 150 m, anomenada "Manxa de Neptú", que la comunica amb l'exterior.
La base d'aquest volcà, l'erupció del qual va originar l'illa en el període quaternari, es troba a 850 metres sota el nivell del mar, amb un diàmetre de 25-30 km Més del 50% de l'illa està coberta per glaceres, menors que els que cobreixen les illes veïnes, en alguns casos coberts pels piroclasts generats per les erupcions (glaceres negres).
A badia Foster destaquen les cèlebres caletes Baleners, Pèndol, Telèfon i Primer de Maig (o Urgidero Iquique). Entre les caletes Baleners i Pèndol hi ha una gran cala anomenada Bon Temps. A l'exterior de l'illa sobresurt la Punta Froilán (Macaroni Point), al nord-est. La roca Ravn és en l'entrada a la gran badia, que s'obre al sud-est.
Es troben a l'illa nombroses llacunes termals. La temperatura de l'aigua de badia Foster és molt superior a la del mar a l'exterior de l'illa.

## Història
Sobre el seu nom hi ha una llegenda; bàsicament, parla del sentiment provocat en el seu moment per la creença que hi havia fabulosos tresors de pirates i bucaners que, un cop allà, no van aparèixer mai. Encara que, això sí, el verdader tresor de l'illa és el port natural protegit dels vents i relativament temperat, que baleners i caçadors de foques van utilitzar durant molts anys per crear una molt lucrativa activitat comercial.
El nord-americà Nathaniel Palmer, venint de les Illes Malvines, va recalar a Decepció. L'actual badia Foster va ser anomenada pels nord-americans Yankee-Harbor, nom posteriorment rebutjat. El 1820, l'almirall Fabian Gottlieb von Bellingshausen, contractat per Rússia, va visitar aquesta i altres illes del grup. El 1829, l'expedicionari Foster va visitar i estudiar l'illa, va fer mesuraments pendulars i magnètics al març i al gener a la caleta Pèndol. El 1839, el tinent nord-americà Charles Wilkes va visitar l'illa i hi va fer estudis d'estratègia naval. Aquell mateix any, el francès Jules Dumont D'Urville, amb els vaixells Astrolabe i Zelee, va cartografiar l'illa.
Per decret suprem, el govern de Xile va aprovar el 1906 els estatuts de la Societat Balenera de Magallanes -organitzada per Adolfo Andresen i Pedro A. de Brupne-, que des de l'any anterior havia instal·lat la seva base d'operacions a Decepció.
El 3 de febrer de 1944, el Regne Unit va establir una base permanent a l'illa, com a part de l'Operació Tabarin. El 25 de gener de 1948, Argentina va instal·lar el seu Destacamento Naval Decepción. El 1955 es va inaugurar a Caleta Pèndol la base xilena Pedro Aguirre Cerda.
El 1961 el president de l'Argentina, Arturo Frondizi va visitar l'illa. El 1967 una violenta explosió volcànica obligar a l'evacuació de les bases xilenes, britànica i argentina.
Actualment hi funciona la base argentina Decepción i l'espanyola Gabriel de Castilla. Totes dues estan actives només a l'estiu.

## Interès científic
Hi ha cinc zones assenyalades pel Tractat Antàrtic com a zones d'especial interès científic:
- Zona A : amb estrats de vegetació espessa sota cendres superficials.
- Zona B : amb la flora més variada de l'illa. Zona d'especial activitat sísmica.
- Zona C : de substrat completament nou, que va sorgir en l'erupció del 1967.
- Zona D : àrea de terra calenta, on s'han desenvolupat comunitats briòfiques amb espècies que no es coneixen d'enlloc més de l'Antàrtida.
- Zona E : activitat geotèrmica múltiple amb fons colonitzats per algues termofíliques.

## Fauna

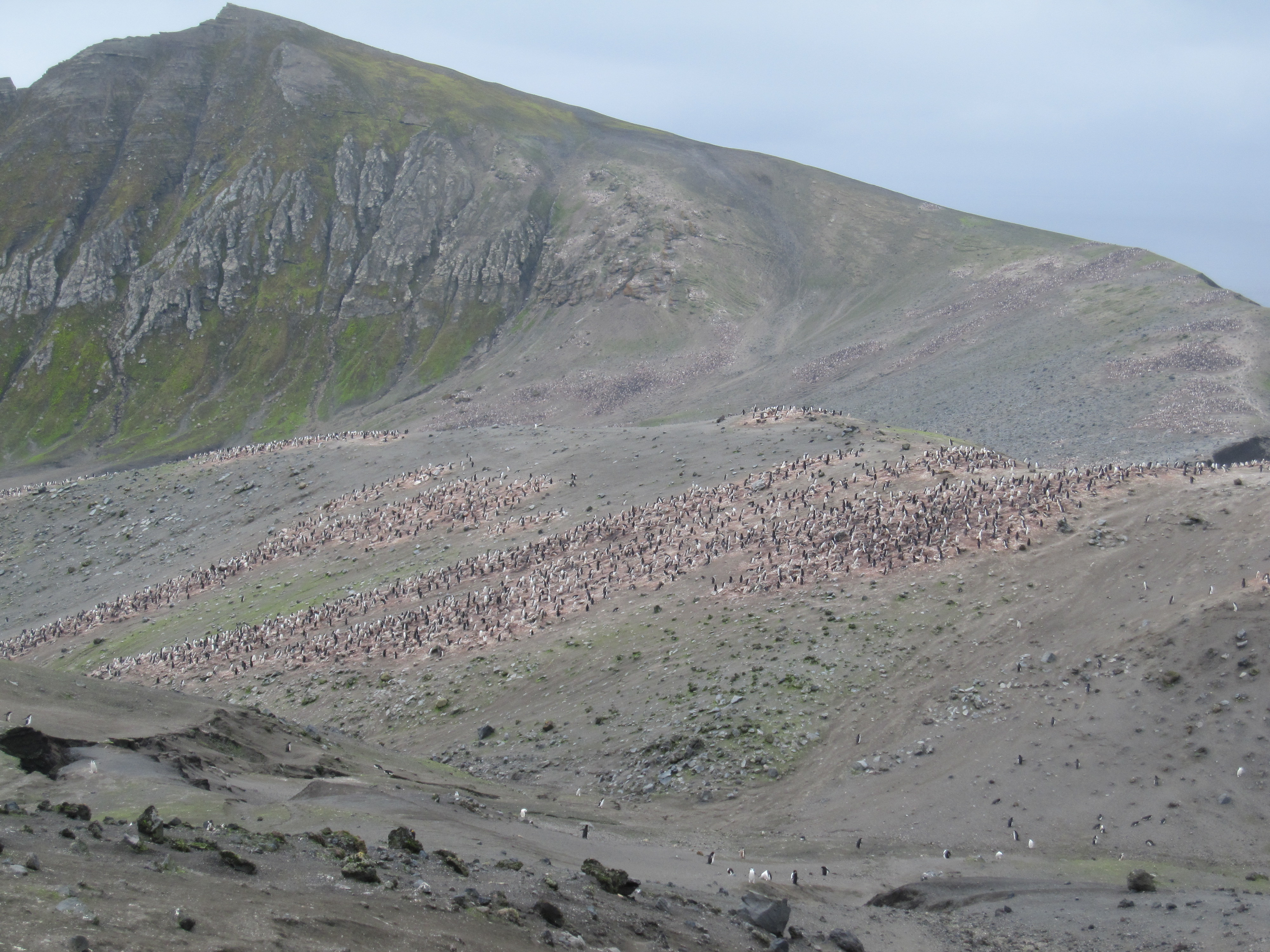
Zona de nidificació del pingüí Pygoscelis antarctica al sud-est de l'illa Decepció.

Els pingüins són molt abundants a l'illa. Localitzats sobretot a la cara sud-oest. Fonamentalment, el pingüí de cara blanca, Pygoscelis antarctica, que ocupa la major part de l'illa. Una de les aus comunes és el paràsit subantàrtic (Stercorarius antarcticus).